# سیارک ۵۶۴۲
سیارک ۵۶۴۲ (به انگلیسی: 5642 Bobbywilliams، نامگذاری:1990OK1) پنج هزار و ششصد و چهل و دومین سیارک کشف شده‌است که در ۲۷ ژوئیه ۱۹۹۰ کشف شد.
قدر مطلق سیارک برابر ۱۳٫۵۰ است.